# 君は自転車 私は電車で帰宅

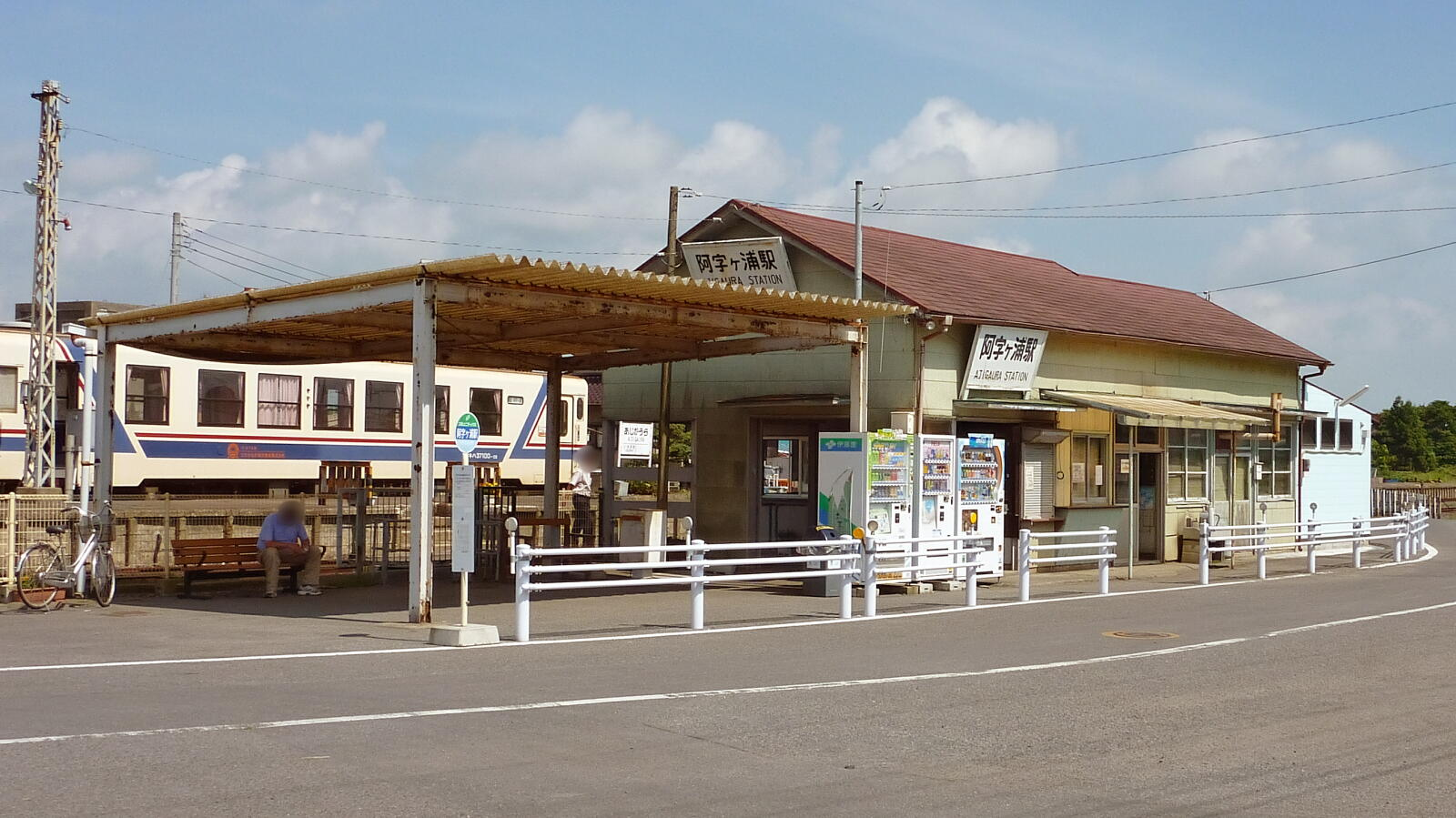
PV撮影のロケ地となった阿字ヶ浦駅
（茨城県ひたちなか市）

「君は自転車 私は電車で帰宅」（きみはじてんしゃ わたしはでんしゃできたく）は、℃-uteのメジャー18枚目のシングル。2012年4月18日にzetimaから発売された。

## 概要
- 「君は自転車 私は電車で帰宅」のミュージック・ビデオ撮影で阿字ヶ浦駅舎が使用された。
- 「君は自転車 私は電車で帰宅」のミュージック・ビデオが3月13日に℃-uteの公式YouTubeチャンネルで公開された[2]。
- 初回生産限定盤A・B・C・D・E・F、通常盤の7形態で発売。
- 初回生産限定盤AはCD+DVDで、通常盤、初回生産限定盤B・C・D・E・FはCDのみとなっている。初回生産限定盤AのDVDには、「君は自転車 私は電車で帰宅」のミュージック・ビデオの別バージョンが収録されている。
- 初回生産限定盤A・B・C・D・E・Fにイベント抽選シリアルナンバーカードが封入されている。
- 初回生産限定盤A～Fと通常盤の7枚をセットにしたBOXセットも発売された。セットには6月9日開催される発売記念チェキ会の参加券が付いていた。
- 30バージョンのミュージック・ビデオが制作され、2012年4月1日から、℃-uteのYouTubeオフィシャルチャンネルで順次アップロードされている[3][4]。

## 収録曲
全作詞・作曲：つんく

### 通常盤、初回生産限定盤A
1. 君は自転車 私は電車で帰宅
編曲：山崎淳[5]
2. 「愛はいつもいつも」
編曲：corin.[6]
3. 君は自転車 私は電車で帰宅 (Instrumental)

初回生産限定盤A付属DVD
1. 君は自転車 私は電車で帰宅(Dance Shot Ver.)

### 初回生産限定盤B
1. 君は自転車 私は電車で帰宅
2. 「愛はいつもいつも」
3. 君は自転車 私は電車で帰宅 (矢島舞美Ver.)
歌：矢島舞美 (℃-ute)
4. 君は自転車 私は電車で帰宅 (Instrumental)

### 初回生産限定盤C
1. 君は自転車 私は電車で帰宅
2. 「愛はいつもいつも」
3. 君は自転車 私は電車で帰宅 (中島早貴Ver.)
歌：中島早貴 (℃-ute)
4. 君は自転車 私は電車で帰宅 (Instrumental)

### 初回生産限定盤D
1. 君は自転車 私は電車で帰宅
2. 「愛はいつもいつも」
3. 君は自転車 私は電車で帰宅 (鈴木愛理Ver.)
歌：鈴木愛理 (℃-ute)
4. 君は自転車 私は電車で帰宅 (Instrumental)

### 初回生産限定盤E
1. 君は自転車 私は電車で帰宅
2. 「愛はいつもいつも」
3. 君は自転車 私は電車で帰宅（岡井千聖Ver.）
歌：岡井千聖（℃-ute）
4. 君は自転車 私は電車で帰宅 (Instrumental)

### 初回生産限定盤F
1. 君は自転車 私は電車で帰宅
2. 「愛はいつもいつも」
3. 君は自転車 私は電車で帰宅 (萩原舞Ver.)
歌：萩原舞 (℃-ute)
4. 君は自転車 私は電車で帰宅 (Instrumental)

### チェキ会参加券付スペシャルBOXセット
1. 初回生産限定盤A
2. 初回生産限定盤B
3. 初回生産限定盤C
4. 初回生産限定盤D
5. 初回生産限定盤E
6. 初回生産限定盤F
7. 通常盤

- オリジナル特製收納ボックス
- チェキ会参加券1枚

## 参加ミュージシャン
君は自転車 私は電車で帰宅
- プログラミング&ギター：山崎淳
- アコースティックピアノ：上杉洋史
- コーラス：CHINO

「愛はいつもいつも」
- プログラミング：corin.
- コーラス：CHINO

## DVDシングル

### シングルV「君は自転車 私は電車で帰宅」

#### 収録曲
1. 君は自転車 私は電車で帰宅
2. 君は自転車 私は電車で帰宅（Close-up Ver.A）
3. メイキング映像

### イベントV「君は自転車 私は電車で帰宅」

#### 収録曲
1. 君は自転車 私は電車で帰宅（矢島舞美 Solo Ver. A）
2. 君は自転車 私は電車で帰宅（中島早貴 Solo Ver. A）
3. 君は自転車 私は電車で帰宅（鈴木愛理 Solo Ver. A）
4. 君は自転車 私は電車で帰宅（岡井千聖 Solo Ver. A）
5. 君は自転車 私は電車で帰宅（萩原　舞 Solo Ver. A）
6. 君は自転車 私は電車で帰宅〜矢島舞美＆鈴木愛理アコースティックLIVE Ver.〜

## カバー
君は自転車 私は電車で帰宅
- スマイレージ - シングル「好きよ、純情反抗期。」（2012年8月22日発売）のカップリング曲として収録。アレンジはオリジナル版同様、山崎淳が担当している。映画『怪談新耳袋 異形』の主題歌に起用された。